# Albumy numer jeden w roku 1993 (Japonia)
Notowanie Weekly Album Chart (jap. 週間アルバムランキング Shūkan Arubamu Chāto) przedstawia najlepiej sprzedające się albumy w Japonii. Publikowane jest ono przez magazyn Oricon Style, a dane kompletowane są przez Oricon w oparciu o cotygodniowe wyniki sprzedaży fizycznej albumów. Poniżej znajdują się tabele prezentujące najpopularniejsze albumy w danych tygodniach w roku 1993.

## Oricon Weekly Album Chart
| Data            | Album                                                                                                | Wykonawca              | Źródło |
| --------------- | --- | ---------------------- | ------ |
| 4 stycznia      | wstrzymanie publikacji                                                                               | wstrzymanie publikacji |        |
| 11 stycznia     | flow into space                                                                                      | Miki Imai              | [ 1 ]  |
| 18 stycznia     | Memories Of Blue                                                                                     | Kyōsuke Himuro         | [ 1 ]  |
| 25 stycznia     | Memories Of Blue                                                                                     | Kyōsuke Himuro         | [ 1 ]  |
| 1 lutego        | BEE-BEEP                                                                                             | Princess Princess      | [ 1 ]  |
| 8 lutego        | Bodyguard: Original Soundtrack Album (jap. ボディガード: オリジナル・サウンドトラック・アルバム)     | Whitney Houston        | [ 1 ]  |
| 15 lutego       | Memories Of Blue                                                                                     | Kyōsuke Himuro         | [ 1 ]  |
| 22 lutego       | STICK OUT                                                                                            | The Blue Hearts        | [ 1 ]  |
| 1 marca         | Bodyguard: Original Soundtrack Album                                                                 | Whitney Houston        | [ 1 ]  |
| 8 marca         | ENCOUNTER                                                                                            | Sing Like Talking      | [ 1 ]  |
| 15 marca        | Steps                                                                                                | Keizō Nakanishi        | [ 1 ]  |
| 22 marca        | Bokutachi no shippai: Morita Dōji Best Collection (jap. ぼくたちの失敗 森田童子ベスト・コレクション) | Dōji Morita            | [ 1 ]  |
| 29 marca        | Anti-Heroine                                                                                         | Mari Hamada            | [ 1 ]  |
| 5 kwietnia      | Anti-Heroine                                                                                         | Mari Hamada            | [ 1 ]  |
| 12 kwietnia     | HEART                                                                                                | Eikichi Yazawa         | [ 1 ]  |
| 19 kwietnia     | Single is Best                                                                                       | Airi Hiramatsu         | [ 1 ]  |
| 26 kwietnia     | Toki no tobira (jap. 時の扉)                                                                         | Wands                  | [ 1 ]  |
| 3 maja          | Toki no tobira (jap. 時の扉)                                                                         | Wands                  | [ 1 ]  |
| 10 maja         | Toki no tobira (jap. 時の扉)                                                                         | Wands                  | [ 1 ]  |
| 17 maja         | Toki no tobira (jap. 時の扉)                                                                         | Wands                  | [ 1 ]  |
| 24 maja         | Yakusoku no hi Vol. 1 (jap. 約束の日 Vol.1)                                                          | Yutaka Ozaki           | [ 1 ]  |
| 31 maja         | SPRINGMAN                                                                                            | Unicorn                | [ 1 ]  |
| 7 czerwca       | HEART OF STONE                                                                                       | T-Bolan                | [ 1 ]  |
| 14 czerwca      | HEART OF STONE                                                                                       | T-Bolan                | [ 1 ]  |
| 21 czerwca      | HEART OF STONE                                                                                       | T-Bolan                | [ 1 ]  |
| 28 czerwca      | Roman no natsu (jap. 浪漫の夏)                                                                       | TUBE                   | [ 1 ]  |
| 5 lipca         | Roman no natsu (jap. 浪漫の夏)                                                                       | TUBE                   | [ 1 ]  |
| 12 lipca        | Roman no natsu (jap. 浪漫の夏)                                                                       | TUBE                   | [ 1 ]  |
| 19 lipca        | Yureru omoi (jap. 揺れる想い)                                                                        | Zard                   | [ 1 ]  |
| 26 lipca        | Yureru omoi (jap. 揺れる想い)                                                                        | Zard                   | [ 1 ]  |
| 2 sierpnia      | BIG WAVE                                                                                             | Misato Watanabe        | [ 1 ]  |
| 9 sierpnia      | Yureru omoi                                                                                          | Zard                   | [ 1 ]  |
| 16 sierpnia     | Yureru omoi                                                                                          | Zard                   | [ 1 ]  |
| 23 sierpnia     | Yureru omoi                                                                                          | Zard                   | [ 1 ]  |
| 30 sierpnia     | CLASSIX I                                                                                            | TMN                    | [ 1 ]  |
| 6 września      | ART OF LIFE                                                                                          | X Japan                | [ 1 ]  |
| 13 września     | 1/2&1/2                                                                                              | Anri                   | [ 1 ]  |
| 20 września     | Sono eien no ichi-byō ni (jap. その永遠の一秒に)                                                     | Shōgo Hamada           | [ 1 ]  |
| 27 września     | UNDER THE SUN                                                                                        | Yōsui Inoue            | [ 1 ]  |
| 4 października  | the BADDEST II                                                                                       | Toshinobu Kubota       | [ 1 ]  |
| 11 października | the BADDEST II                                                                                       | Toshinobu Kubota       | [ 1 ]  |
| 18 października | RED HILL                                                                                             | CHAGE&ASKA             | [ 1 ]  |
| 25 października | RED HILL                                                                                             | CHAGE&ASKA             | [ 1 ]  |
| 1 listopada     | Calling                                                                                              | Masaharu Fukuyama      | [ 1 ]  |
| 8 listopada     | SELF PORTRAIT                                                                                        | Noriyuki Makihara      | [ 1 ]  |
| 15 listopada    | Captain of the Ship                                                                                  | Tsuyoshi Nagabuchi     | [ 1 ]  |
| 22 listopada    | Ivory II                                                                                             | Miki Imai              | [ 1 ]  |
| 29 listopada    | EXTRA FLIGHT II -human aircraft-                                                                     | LINDBERG               | [ 1 ]  |
| 6 grudnia       | U-miz                                                                                                | Yumi Matsutōya         | [ 1 ]  |
| 13 grudnia      | MAGIC                                                                                                | Dreams Come True       | [ 1 ]  |
| 20 grudnia      | MAGIC                                                                                                | Dreams Come True       | [ 1 ]  |
| 27 grudnia      | MAGIC                                                                                                | Dreams Come True       | [ 1 ]  |